# Satyrium ilicis
La querquera serrana (Satyrium ilicis) es una pequeña mariposa marrón de la familia Lycaenidae que habita en los robledales y encinares del occidente euroasiático. Fue descrita por Eugenius Johann Christoph Esper en 1779 como Papilio ilicis.

## Descripción
Son pequeñas, de casi 3 a 3,5 cm de envergadura, alas anteriores entre 14 y 16 mm, más grandes las hembras que los machos. El anverso de las alas de los machos presenta un color marrón oscuro, con una pequeña mancha androconial oscura casi inapreciable en las alas anteriores y en las posteriores una mancha naranja en el vértice anal y un apéndice caudal blancuzco en V2. Las anteriores de las hembras suele poseer una gran mancha postdiscal naranja u ocre. El reverso en ambos sexos es también de color marrón, aunque más claro, con una línea discontinua bicolor —blanco y marrón— en la zona postdiscal de las alas anteriores. En las posteriores, además de esa misma línea en la zona postdiscal, posee cinco lúnulas anaranjadas submarginales bordeadas de negro.

Como el resto de especies de su familia las orugas son algo aplanadas, con finos pelos, cabeza retráctil y aspecto de babosa. Los imagos presentan en sus cabezas palpos largos y blancos, ojos grandes y oscuros y antenas anilladas en blanco. Ambos sexos poseen tres pares de patas funcionales para caminar o agarrarse, con alas fuertes y bien proporcionadas que les permiten volar rápidamente, posándose en bebederos o charcas en los calurosos días de verano.

## Ciclo biológico

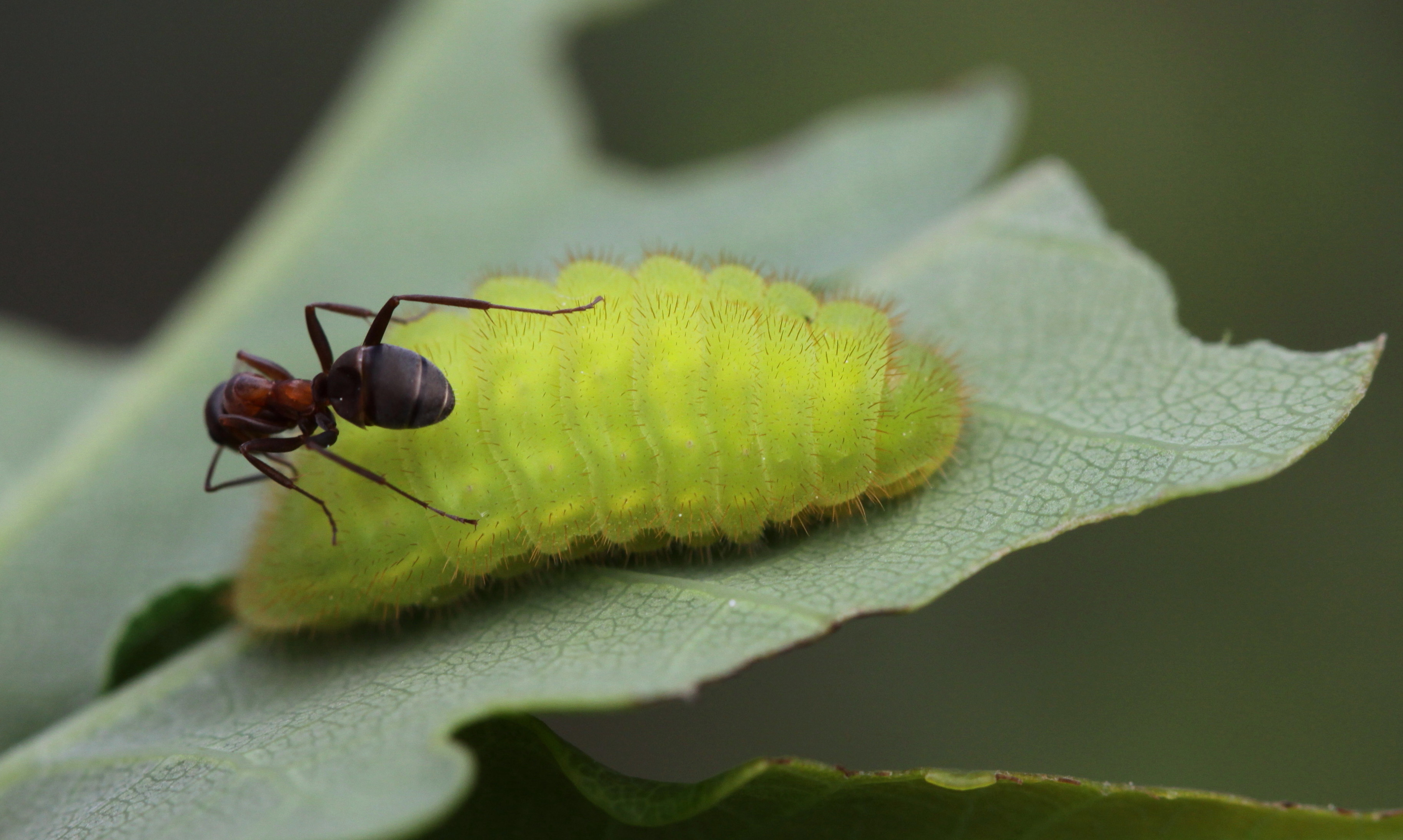
Satyrium ilicis en estadio de oruga

Es una especie univoltina, superando la diapausa en estado de huevo. Las larvas eclosionan al principio de la primavera y comienzan a alimentarse de las hojas de encina o roble, desde la nervadura central hacia la periferia. También se pueden alimentar de espino cerval o de cerezo de racimos. Es mirmecófila con la especie Camponotus aethiops. A finales de la primavera se transforma en crisálida. Los imagos vuelan al principio del verano, en los meses de junio y julio, cuando se reproducen y depositan los huevos.

## Distribución y hábitat

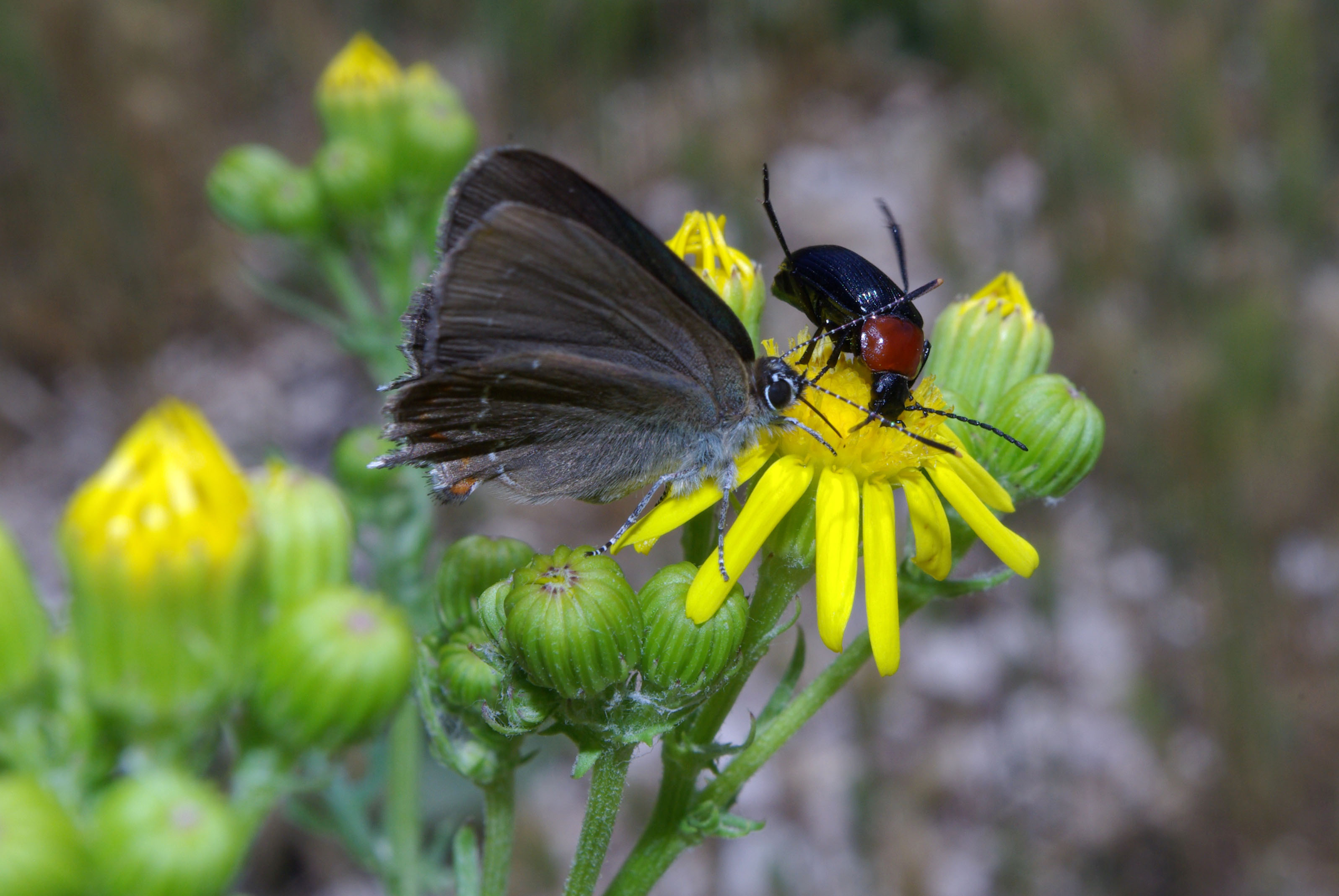
Satyrium ilicis libando en una compuesta junto al escarabajo Heliotaurus ruficollis.

Pueden ser vistas en poblaciones dispersas pero abundantes en encinares, robledales y monte bajo, así como en eriales secos cubiertos de maleza y en laderas abruptas entre robledales, desde baja altitud hasta los 1500 m.
Tiene una distribución eurasiática occidental. Ocupa toda Europa, desde los países bálticos y sur de Suecia hasta la península ibérica, Asia Menor y Líbano; faltando de las islas, tanto mediterráneas como atlánticas; en la península ibérica es más abundante en los encinares y robledales de los Pirineos y cornisa Cantábrica, norte del Sistema Ibérico, norte y suroeste de Portugal y norte del Sistema Penibético, aunque puede ser encontrada también en zonas intermedias.

## Sinonimia
- Papilio ilicis Esper, 1779;
- Papilio lynceus Fabricius, 1787
- Thecla caudatula Zeller, 1847
- Thecla bischoffii Gerhard, 1850
- Thecla bischoffii cilicica (Holtz, 1897)
- Thecla syra Pfeiffer, 1932
- Thecla syra pinoptas (Zerny, 1932)

Pero la especie también puede verse escrita como Fixenia ilicis o Nordmannia ilicis.